# Limura
Jorge León Limura (Avellaneda,  29 de septiembre de 1941 - Buenos Aires, 31 de agosto de 2018) fue un humorista gráfico argentino.

## Trayectoria
Publicó sus dibujos en Tía Vicenta, Humor Registrado, Satiricón, Sex-Humor, Súper Humor, Mengano, Rico Tipo, El Ratón de Occidente, Humi, El Péndulo, La Hipotenusa, realizó ilustraciones infantiles para Editorial Latina, Editorial Atlántida; ilustró tapas de Billiken y publicó en revistas europeas como El Papus y Pardón, también en el diario La Razón Matutina y Sur Capitalino.
Entre sus libros figuran “El libro de los Inventos inútiles” y “Quién es Limura?, y "Calentando la pava”.
Además de los chistes de actualidad realizó las tiras "Fuerte Brigitte", "El chanchito de la paz", "Vida de indios" y "Los duques del Docke".
Participó en diversas exposiciones individuales y colectivas, en 1998 realizó una muestra personal en el Centro Cultural Recoleta.
En el año 2004 resultó ganador del 60° Festival Internacional de Humor Gráfico en Italia, junto a Crist. Obtuvo uno de los cinco premios del certamen con un chiste sobre el hombre mono.
Referente de una generación, marcada por la brillante Revista Humor Registrado, donde todos sus artistas supieron combatir desde el humor la dura realidad argentina de la dictadura militar. 
Colaboró permanentemente en Ediciones de la Urraca, conducida por el caricaturista y dibujante Andrés Cascioli.
Respondiendo a por qué no publicaba su material en Europa Limura decía: "En algún momento me planteé esa opción, pero cómo voy a hacer humor para los italianos, yo no puedo pensar en italiano, yo soy argentino".